# Salvador Franco (preso político)
Salvador Fernando Franco Pérez (Venezuela, c. 1977 - Cárcel El Rodeo II, Miranda; 3 de enero de 2021) fue un preso político venezolano de la etnia pemón. Franco fue detenido el 30 de diciembre de 2019 y acusado de participar en el asalto a un cuartel militar en el Estado Bolívar, falleciendo un año después en prisión por falta de atención médica.

## Encarcelamiento y muerte
Franco fue apresado junto a otro 12 dirigentes indígenas en diciembre de 2019 después de ser acusado de participar presuntamente en el asalto a un cuartel militar en el estado Bolívar ocurrido el 22 de diciembre. El coordinador nacional de pueblos indígenas de la organización no gubernamental Foro Penal declaró que Franco presentaba síntomas de COVID-19 y sufrió de enfermedades gastrointestinales relacionadas con la insalubridad del recinto penitenciario durante meses, informando que perdió bastante peso en sus últimos meses de vida.
Desde el 21 de noviembre de 2020 existía una orden del tribunal para el traslado de Franco a un centro de salud. Sin embargo, el derecho fue negado y el traslado nunca tuvo lugar. Franco falleció el 3 de enero de 2021 por falta de atención médica.

## Reacciones
El secretario general de la Organización de Estados Americanos, Luis Almagro, condenó la muerte de Franco, la calificó como “otro crimen de la dictadura” y extendió sus condolencias a su familia y allegados. Es considerado como el "preso político fallecido N° 8" en una lista periodística y de la OEA bajo custodia del régimen de Nicolás Maduro.